# فرودگاه نظامی سن کوانتین
فرودگاه نظامی سن کوانتین (به انگلیسی: San Quintín Military Airstrip) یک فرودگاه نظامی با کد یاتا SNQ است که یک باند فرود آسفالت دارد و طول باند آن ۷۲۳ متر است. این فرودگاه در کشور مکزیک قرار دارد و در ارتفاع ۱۵ متری از سطح دریا واقع شده‌است.